# Császárskorpió
A császárskorpió (Pandinus imperator) Afrikában őshonos skorpiófaj. A világ egyik legnagyobb termetű skorpiófaja, népszerű terráriumi faj. Sajátossága hogy fekete páncélja ultraibolya fényben kékesen világít.

## Megjelenése

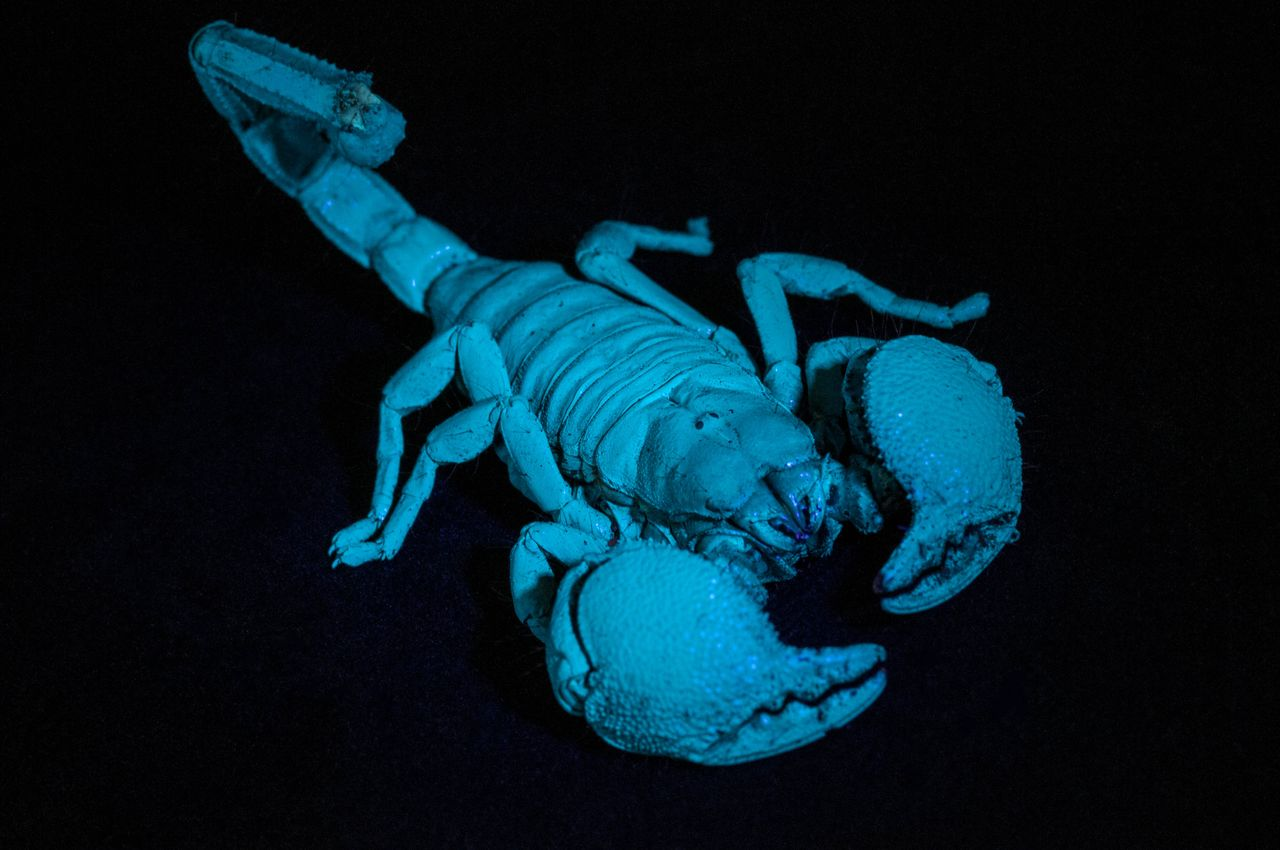
Császárskorpió UV-fény alatt

A császárskorpió felnőtt egyedei átlagosan 20 cm hosszúak lehetnek, amivel nem sokkal marad el a legnagyobb termetű Heterometrus swammerdami-tól, amely akár 23 centiméteresre is nőhet.  Súlya 30 gramm, de egyes nőstények elérhetik az 50 grammot is, különösen, ha vemhesek. A vemhesség alatt a nőstények ízesülései kitágulnak, és láthatóvá válnak a szelvényeket összekapcsoló fehér csíkok. Alapszíne fekete, mely lehet kékes, barnás vagy akár zöldes árnyalatú is; jókora ollóinak felülete szemcsés és vöröses árnyalatú. UV-fényben az egész állat kékesen fluoreszkál. Fejtora négy szegmensből áll, alsó oldalukon mindegyikből egy lábpár ered. Az utolsó lábak mögött a hasi oldalon fésűszerű érzékelők találhatók, melyek hímeknél hosszabbak és lehetővé teszik a nemek megkülönböztetését. Ollóin és utópotrohán érzőszőrök találhatók, amelyek segítenek a rezgések alapján megtalálni a zsákmányt. Hat szegmensből álló utópotroha végén helyezkedik el a fullánkja és méregmirigye. Nem különösebben agresszív faj, a terráriumi példányokat kézbe lehet venni (bár nem ajánlott). Hat-hétévesen válik ivaréretté. Élettartama akár a 15 évet is elérheti.

## Elterjedése és életmódja
A császárskorpió Afrika trópusi erdeiben  és szavannáin honos. Elsősorban Nyugat-Afrikában (Togo, Ghána, Csád, Benin, Guinea, Libéria, Sierra Leone, Szenegál) és a Kongó-medencében fordul elő. A többi skorpióhoz hasonlóan a talajba ássa be magát vagy kövek, fatörzsek alá húzódik. Gyakran termeszvárakba fészkeli be magát. Éjszaka vadászik, táplálékául rovarok, pókfélék, gyíkok és egerek szolgálnak. Általában legalább három nap telik el két étkezés között. A vadonban rendszertelenül eszik. Jó étvágyú, de hónapokig is kibírja evés nélkül.
A skorpiófajok között egyedülálló módon megtűrik egymás társaságát, fajtársait nem támadja meg. Csak akkor fanyalodik kannibalizmusra, hogyha nem talál más táplálékot.
Rövid távokon gyors mozgásra képes. Zavarás hatására fenyegető testtartást vesz fel, azonban nem támad, és a legalább felnőtt egér méretű emlősök elől visszavonul. Viszonylag jól lát, és a mozgó állatokat egy méter távolságból észreveszi.
Revírje mindössze 50 x 50 cm, és ezt sem védelmezi kitartóan. Nagy távolságokat tesz meg, sok pihenést beiktatva, mivel állóképessége kicsi. Napközben nem hagyja el üregét. Akár 35 cm mély üreget is áshat. Jobban mászik a legtöbb skorpiónál, akár 30 cm magas akadályokon is át tud mászni.
Népszerű terráriumi állat és vadon élő populációi a gyűjtés miatt megritkultak; emiatt a Washingtoni egyezmény védelme alá tartozik.

## Szaporodása
Elevenszülő. A nőstény 12-15 hónapos vemhesség után többnyire 15-25, de néha akár 50 utódot is világra hozhat. A szülés 1-4 napig is eltarthat. Ezután az anya 20 napig hordozza magán a kicsiket. Születésükkor a kicsik fehérek, és 4-6 hétre elegendő tartalék tápanyag áll rendelkezésükre. Páncéljuk 14 napos korukra megkeményedik és megfeketedik, és ekkortól már önállóan is képesek táplálkozni. Anyjuk a saját zsákmányával eteti őket. A 20. naptól egyenként vagy kisebb csoportokban megkezdik önálló életüket, és revírt keresnek maguknak.

## Mérge
A császárskorpió mérge egy szkorpin nevű peptid; egyik komponense az imperatoxin. Mérsékelten mérgező, és az emberre veszélytelen, azonban a skorpió csípése még így is fájdalmas. Tünetei a méhcsípésre hasonlítanak. Allergia esetén a kialakuló sokk akár halált is okozhat.
A legtöbb skorpióhoz képest ritkán csíp. A fiatalok még gyakrabban, az idősebbek már ritkán használják méregtövisüket. Lefejt mérge jól adagolható. Erősebb megterhelés után csak nagyon kevés, vagy semennyi mérget sem használ, ami csökkenti a hatást. Inkább ollóival vadászik és védekezik, de ha a küzdelem hevesre fordul, vagy rágcsálóval kerül szembe, akkor csíp. A méreg maximális adagja két tengerimalacegység.

## Tartása
A császárskorpiót vonzó megjelenése, viselkedése és más biológiai jegyei alkalmassá teszik a terráriumi tartásra. Népszerűségét főként annak köszönheti, hogy ritkán csíp, mérge viszonylag veszélytelen, és nyugodt természetű. Igényei jól összeegyeztethetőek az emberi lakóterek körülményeivel, ezért könnyen tartható és tenyészthető. Az 1990-es évek közepéig egyre növekedett kivitele Afrikából, elsősorban Nyugat-Afrikából,  egészen az 1996-os 100 000-es számig. Azóta a kihalás elleni védelemként két másik Pandinus fajjal együtt védetté nyilvánították.

## Fordítás
- Ez a szócikk részben vagy egészben  az   Emperor scorpion című angol Wikipédia-szócikk ezen változatának fordításán alapul.  Az eredeti cikk szerkesztőit annak laptörténete sorolja fel. Ez a jelzés csupán a megfogalmazás eredetét és a szerzői jogokat jelzi, nem szolgál a cikkben szereplő információk forrásmegjelöléseként.
- Ez a szócikk részben vagy egészben  a   Kaiserskorpion című német Wikipédia-szócikk fordításán alapul.  Az eredeti cikk szerkesztőit annak laptörténete sorolja fel. Ez a jelzés csupán a megfogalmazás eredetét és a szerzői jogokat jelzi, nem szolgál a cikkben szereplő információk forrásmegjelöléseként.